# 99 Cent II Diptychon
99 Cent II Diptychon, anche conosciuta con il titolo 99 cent. 1999, è una fotografia del tedesco Andreas Gursky pubblicata nel 2001.

## Caratteristiche
L'opera è un dittico di dimensioni 207 x 337 cm stampata e montata su plexiglas e rappresenta gli interni di due supermercati con file di scaffali piene di merci. Il lavoro è stato modificato digitalmente al fine di eliminare alcuni elementi che non piacevano all'autore. Talvolta viene accreditata al 1999. Ne sono state prodotte sei copie.

## Record
L'opera è la quarta fotografia più costosa venduta all'asta per $3,346,456.